# Živko Anočić
Živko Anočić (Osijek, 13. svibnja 1981.) hrvatski je kazališni, televizijski i filmski glumac.

## Životopis
Rođen je u Osijeku, a završio je Akademiju dramske umjetnosti u Zagrebu. Od 2006. do 2011. bio je stalni član ansambla kazališta Trešnja, a od 2011. do 2024. bio je član ansambla kazališta Gavella.
Od 2024. postaje stalni član ansambla HNK Zagreb.

## Nagrade i priznanja
- 2006. Nagrada hrvatskog glumišta za najboljeg mladog glumca za uloge u predstavi Shakespeare na Exit (zajedno s Markom Makovičićem i Jerkom Marčićem)
- 2007. Marul (Marulićevi dani) za glumu u predstavi Smisao života gospodina Lojtrice Teatra Knapp.
- 2009. Ivo Fici (Festival glumca) za najboljeg mladog glumca do 28 godina za uloge u predstavi Kauboji Teatra EXIT
- 2010. Mala mostarska liska (Mostarska liska) za najboljeg glumca za uloge u predstavi Shakespeare na Exit (zajedno s Markom Makovičićem i Jerkom Marčićem)

## Filmografija

### Televizijske uloge
- "Dnevnik velikog Perice" kao Perica Šafranek (2021.)
- "Počivali u miru" kao Jas Rozić (2018.)
- "Ko te šiša" kao Guru Stribor (2018.)
- "Odmori se, zaslužio si" kao Darko (2013.)
- "Loza" kao Boki (2011.)
- "Bibin svijet" kao Dalibor Štrbac (2006.)
- "Žutokljunac" kao glazbenik (2005.)
- "Kad zvoni?" kao Rafo (2005.)

### Filmske uloge
- "Narodni heroj Ljiljan Vidić" kao Ivan Goran Kovačić (2015.)
- "Zagrebačke priče vol. 3" (2015.)
- "Kosac" kao mlađi policajac (2014.)
- "Nije sve u lovi" (2013.)
- "Kauboji" kao Domagoj Štrbac (2013.)
- "Šuti" kao Mirko (2013.)
- "Zima" kao čovjek (2011.)
- "Fleke" kao Igor (2011.)
- "72 dana" kao Todor (2010.)
- "Neka ostane među nama" kao Nino (2010.)
- "Pusti me da spavam" kao Danko (2007.)
- "Ne pitaj kako!" kao Mali (2006.)

### Kazališne uloge
- 2001. Janusz Glawatzky: Četvrta sestra, režija: Ivica Boban, Dubrovačke ljetne igre
- 2002. Hans Christian Andersen: Snježna kraljica, režija: Dora Ruždjak Podolski, Žar ptica
- 2003. K.Š.Gjalski: U noći, režija: Tomislav Pavković, KUFER
- 2003. Boris Senker: Top, režija: Robert Raponja, Teatar ITD
- 2003. Nenad Stazić: Sud nebeski, režija: Robert Raponja, GK Kerempuh
- 2003. Mate Matišić: Bljesak zlatnog zuba, režija:, HNK Osijek
- 2004. Lutz Hubner: Brijačice, režija: Tomislav Pavković, Mala scena
- 2004. Ante Tomić: Ništa nas ne smije iznenaditi, režija: Aida Bukvić, GK Kerempuh
- 2006. I. B. Mažuranić: Čudnovate zgode Šegrta Hlapića, režija: Rene Medvešek, GK Trešnja
- 2006. Matko Raguž: Shakespeare na Exit, režija: Matko Raguž, Teatar EXIT
- 2006. Alan Menken/Linda Woolverton: Ljepotica i zvijer, režija: Dora Ruždjak Podolski, GK Trešnja
- 2006. Saša Anočić: Smisao života gospodina Lojtrice, režija: Saša Anočić, KNAPP
- 2007. Ksenija Zec: Nos vamos a ver, režija: Ksenija Zec, Kazalište "Novi Život"
- 2007. William Shakespeare: San Ivanjske noći, režija: Dora Ruždjak Podolski, Dubrovačke ljetne igre
- 2007. Charles Dickens: Oliver Twist, režija: Rene Medvešek, GK Trešnja
- 2008. Saša Anočić: Kauboji, režija: Saša Anočić, Teatar EXIT
- 2009. Nino D'Introna, Giacomo Ravicchio: Ne, prijatelj!, režija: Rene Medvešek, GK Trešnja
- 2011. Marin Držić: Dundo Maroje, režija: Marco Sciaccaluga, GDK Gavella
- 2011. Saša Božić/Ksenija Zec: Šeherezada, režija: Saša Božić, Ksenija Zec, GK Trešnja
- 2012. Davor Špišić: Crne oči, režija: Dražen Ferenčina, GDK Gavella
- 2012. Anton Pavlovič Čehov: Drama bez naslova, režija: Samo M. Strelec, GDK Gavella
- 2013. Mate Matišić: Fine mrtve djevojke, režija: Dalibor Matanić, GDK Gavella
- 2014. Frank Kafka: Amerika, režija: Janusz Kica, HNK Ivana pl. Zajca/GDK Gavella
- 2015. William Shakespeare: Othello, režija: Franka Perković, GDK Gavella
- 2015. Ante Kovačić / Dario Harjaček: U registraturi, GDK Gavella

### Sinkronizacija
- "Grom" kao Mrki (2008.)
- "Zov divljine" kao Hiraks (2006.)
- "Rio" kao Armando (2011.)
- "Garfield 2: Priča o dvije mačke" kao Nikica (2006.)
- "Mala sirena" kao morski konjic (2006.)
- "Bambi" kao Lupko (odrasli) (2005.)

## Vanjske poveznice
- Živko Anočić u internetskoj bazi filmova IMDb-u (engl.)